# 劉闢
刘闢（8世纪—806年12月12日），字太初，唐朝官员、军阀。
贞元进士及第，被韦皋招募，官至御史中丞。永贞元年（805年）七月末，韦皋逝世之后，時劉闢為西川節度副使，掌控西川，上书请朝廷封他为西川节度使。唐宪宗封袁滋为节度使，改封刘闢为给事中。刘闢起兵抗旨，阻止袁滋进入西川，宪宗刚刚即位，实力不足，于是改封刘闢为检校工部尚书，领剑南西川节度使。元和元年（806年）正月，刘闢要求兼领三川，让同僚卢文若领东川节度使，被拒绝之后发兵进攻梓州。朝廷派御史大夫、左神策行营指揮使高崇文、神策京西行营兵马使李元奕、山南西道节度使严砺讨伐。正月末，刘闢攻陷梓州，擒节度使李康。二月，严砺破剑州，斩剑州刺史文德昭。三月，严砺收复梓州，刘闢送还李康求和，但是高崇文用作战不利的罪名将李康斩首。四月，宪宗封高崇文为东川节度副使，知节度事。六月，高崇文破德陽、汉州。九月，阿跌光颜截断刘闢军粮道，锦江栅守将李文悦、鹿头关守将仇良辅先后献城投降。二十一日高崇文攻成都，刘闢、卢文若逃走投奔吐蕃，在羊灌田两人被追上，刘闢投岷江自杀未遂，被高霞寓骑将鸝定捕获，“擒于涌湍之中”。卢文若杀死妻儿后投江身亡。刘闢后来被判处斩，子刘超郎等九人也一并处斩。
唐宪宗评论为“生于士族，敢蓄枭心，驱劫蜀人，拒扞王命。肆其狂逆，诖误一州，俾我黎元，肝脑涂地，咸宜伏辜，以正刑典。”劉闢割據被滅，是元和中興中央攻略的第一步。
全唐诗中录有两首刘闢的登楼望月诗。